# Zúbova Shchel
Zúbova Shchel (del ruso: Зубова Щель) es un seló del distrito de Lázarevskoye de la unidad municipal de la ciudad de Sochi del krai de Krasnodar, en el sur de Rusia. Está situado en la orilla derecha del río Chemitokvadzhe o Chimit, a 1 km de la orilla nordeste del mar Negro, 36 km al noroeste de Sochi y 138 km al sureste de Krasnodar, la capital del krai. Tenía 253 habitantes en 2010.
Pertenece al ókrug rural Kichmaiski.

## Historia
Aparece en los registros del volost de Lázarevskoye del raión de Tuapsé del óblast de Kubán-Mar Negro en 1923. En 1930 estaba establecido en Zúdova Shchel el koljós 6 let bez Ilicha.

## Lugares de interés
La localidad se sitúa en el estrecho valle del Chemitokvadzhe, rodeado de montes boscosos apropiados para el excursionismo. Destacan las cascadas que forma el río Chemitokvadzhe en su curso alto y sus afluentes, pocos kilómetros al norte de la localidad. En la localidad hay un monumento a los caídos en la Gran Guerra Patria.

## Transporte
Al suroeste de la localidad se halla el mikroraión Chemitokvadzhe, en la costa del mar Negro, donde se halla una plataforma ferroviaria de la línea Tuapsé-Sujumi de la red del ferrocarril del Cáucaso Norte y la carretera federal M27 Dzhubga-frontera abjasa.